# 王謨 (乾隆進士)
王謨（約1731年—1817年），字仁圃，一字汝上，晚称汝上老人。江西金谿縣臨坊人。清文獻學家、著作家。

## 生平
乾隆三十三年（1768年）举人，侨居南昌，辑有《江阳典录》。乾隆四十三年（1778年）進士，原授知縣，請改學職，任建昌府教授二十年。任上“疾俗学孤陋，好博览考证”。

## 著作
輯有《漢魏叢書》、《漢魏遺書鈔》、《漢唐地理書鈔》，其中《汉魏丛书》辑佚书86种，《汉魏遗书抄》收书五百余种，《汉唐地理书抄》分前后两编8册，亦有五百余种。另有《三易通占》、《尚书杂说》、《韩诗拾遗》16卷、《逸诗诠》3卷、《左传异释》、《夏小正传笺》4卷、《论语管窥》、《孟子古事案》4卷、《补孟子释文》7卷、《尔雅后释》、《家语广注》4卷、《不语述》16卷、《补史纪世家》5卷、《古今人表》、《竹书纪年考》、《十三经策案》20卷、《读书引》、《酒中正》9卷等，凡200余卷。